# Jan zonder Vrees (film)
Jan zonder Vrees is een Belgische animatiefilm uit 1984, geregisseerd door Jef Cassiers. Het is een verfilming van het gelijknamige boek van Constant de Kinder over de Vlaamse folklorefiguur Jan zonder Vrees. De film werd door de Belgische Radio en Televisie geproduceerd en was de eerste Vlaamse langspeeltekenfilm.

## Verhaal
Jan zonder Vrees (Jan Decleir) is een man die geen angst kent. Hij woont in Antwerpen samen met zijn oude grootmoeder, maar op een dag wordt hij er vals van beschuldigd een onschuldige man te hebben geslagen. Hij vlucht en trekt de wijde wereld in, vergezeld door zijn goede vriend Dokus (Jef Burm).

## Rolverdeling
| Acteur                    | Personage             |
| ------------------------- | --------------------- |
| Jan Decleir               | Jan zonder Vrees      |
| Jef Burm                  | Dokus                 |
| Aimé Anthoni              |                       |
| Raymond Bossaerts         |                       |
| Joris Collet              | Boer Stansen          |
| Linda Conrad              |                       |
| Dirk de Batist            |                       |
| Carry Goossens            | Raffel                |
| Lutgarde Pairon           |                       |
| Jan Pauwels               | Baron van Moerzeke    |
| Ann Petersen              | Moeder van Alwina     |
| Ward De Ravet             | Ridder Kortenak       |
| Liliane Raymaekers        |                       |
| Linda Schagen Van Leeuwen | Alwina                |
| Dora van der Groen        |                       |
| Nolle Versyp              | Hertog van Vlaanderen |
| Dries Wieme               | Baron van Grembergen  |
| Denise Zimmerman          | Hertogin              |
| Denise Zimmerman          | Hertogin              |

## Crew
- Jef Cassiers - regisseur, scenario en realisatie
- Constant de Kinder - scenario
- Alain Pierre - muziek, muziekuitvoering en elektronische effecten
- Dirk Depaepe (Pen-Film Studio's Gent) - leiding animatie
- Marie-Jeanne Wijckmans - geluidseffecten
- Henri Erismann - geluidsmontage
- Lieve Demerre - productieassistente
- Roger Defays (Studio L'Equipe) - mixage
- Renaat Rombouts (Promo Film) - montage
- Peter Derks - titels
- Hilda Verboven - productie

### Hoofdanimators
- Jean-Pierre Vandenbroucke
- Cath Vandamme
- Jan Sanctorum
- Marc Verhaegen
- Jan Vanbuyten
- Claude Monfort
- Rob Stevenhagen
- Paul Heinneman
- Marc Ampe
- Willy Verschelde

### Tussentekenaars
- Michael Alberts
- Katrien Alliet
- Edwin Debrie
- Genevieve Goeminne
- Tony Loenders
- Peter Prinsen
- Rudy Slock
- Eric Turcq
- Sofie Van Assche
- Ivo van Dievoort
- Nicole Vangoethem
- Bruno Wouters

### Storyboard
- Paul Demeyer
- Dirk Depaepe
- Jef Cassiers

### Layout
- Werner Vanderscheuren
- Niek Vermeulen
- Dirk Depaepe

### Decor
- Suzanne Maes - ontwerp, decoruitvoering en kleurontwerpen
- Andre Thibau - decoruitvoering
- Frank Neyrinck - decoruitvoering
- Cath Vandamme - modeltekeningen en ontwerp figuren
- Dirk Depaepe - kleurontwerpen en ontwerp figuren
- Jean-Pierre Vandenbroucke - ontwerp figuren
- Roger Cornelis - xerografie
- Mieke Martens - xerografie
- Marijke Dumoleyn - xerografie en nazicht xerografie
- Bernard Vandenbulcke - nazicht xerografie
- Mireille Coryn - nazicht kleur
- Anne Lore Gorle - eindcontrole
- Nina Aelman - kleurder
- Caroline Boudry - kleurder
- Inge Compernolle - kleurder
- Hilde Desmet - kleurder
- Monique Desot - kleurder
- Hilde Druant - kleurder
- Dirk Devos - kleurder
- Katrien Geeraert - kleurder
- Sofie Van Assche - kleurder
- Christine van Conkelberge - kleurder
- Philippe Van Hecke - kleurder
- Christine van Nuffel - kleurder
- Anita Wouters - kleurder
- Linda Wouters - kleurder
- Christina Wouters - kleurder
- Marc Schopman - kleurder
- Animated Cartoon A'dam - kleurder
- Kris Jansen - camera
- Roger Cornelis - camera-assistent en studio leiding
- Luk Meuris - studio leiding
- Gustaaf Verspeelt - administratie

### Overige informatie
- Gefilmd op Eastmancolor
- Opgenomen met Oxberry camera
- Laboarotium - Meuter-Titra
- Met dank aan de Nationale Loterij

## Status
De film werd goed ontvangen en wordt nog steeds regelmatig op Ketnet uitgezonden. Wel werd de plot van het oorspronkelijke boek in de film aanzienlijk ingekort. 
Een van de animatoren, Marc Verhaegen, werd later bekend als striptekenaar voor Suske en Wiske en zijn eigen reeks, Senne & Sanne. Ook animator Nicole Van Goethem werkte mee aan deze film en zou later succes oogsten met haar met een Oscar bekroonde animatiefilm Een Griekse tragedie (1987).